# Kreisbach (Adelsgeschlecht)
Die Herren von Kreisbach (auch Chrebezbach, K´Chrebezbach, Creußbeckh, Creußbach, Chreuzpeck, Chreutzpeck, Kreutzpeck o. ä.) waren ein niederösterreichisches Adelsgeschlecht, deren Stammsitz das Schloss Kreisbach war.

## Geschichte
- 1110 scheint Kreisbach als “chrebezbach” – Krebsbach – auf.
- 1180 erbaute Dietricus I. de K´Chrebezbach (Dietrich von Kreisbach) das Schloss Kreisbach.
- 1285 stiftete Leutold I. von Chreisbach in Baden ein Augustiner-Eremiten-Kloster (heutige Frauenkirche). Hier ist noch heute sein Grabstein mit seinem Wappen, einer großen Krebsschere, zu sehen.
- Der berühmteste Kreisbacher ist Friedrich von Chreuzpeck, genannt der “latfor”, der Landfahrer. 1296 erhielt er die Herrschaft und die Burg Schwarzenbach. Er bereiste den größten Teil der damals bekannten Welt (Europa und Kleinasien). 1358 wurde er zum obersten Erblandjägermeister erhoben. 1360 starb er.[1]
- 1398 erwarb Leutold von Chreusbach Felder, Dorf und Mühle in Gablitz.
- Als letzter seiner Dynastie verstarb 1415 Wilhelm von Kreisbach, oberster Landjäger Österreichs.

Auf die Kreisbacher folgten die Hohenberger, Rogendorfer und Jörger als neue Herren von Kreisbach, bevor 1626 die Herrschaft Kreisbach gemeinsam mit der Herrschaft Bergau und der Araburg an Stift Lilienfeld überging.

## Wappen
Der Name Chreutzpeck leitet sich ab von Chreuzpach, was Krebsbach bedeutet, und so führte die Familie auch den Krebs als Wappen und als Helmzier.
Das Wappen des Wilhelmsburger Stadtteils Kreisbach zeigt einen gespaltenen Schild. Die linke Schildhälfte weist auf Silber einen roten Krebs auf – das Wappen der Ritter von Kreisbach.